# 扎利索切
50°43′34″N 25°49′24″E / 50.72611°N 25.82333°E
扎利索切（烏克蘭語：Залісоче），是烏克蘭的村落，位於該國西部沃倫州，由盧茨克區負責管轄，始建於1876年，面積1.64平方公里，海拔高度214米，2001年人口725，人口密度每平方公里443.43人。